# Källströmsgården

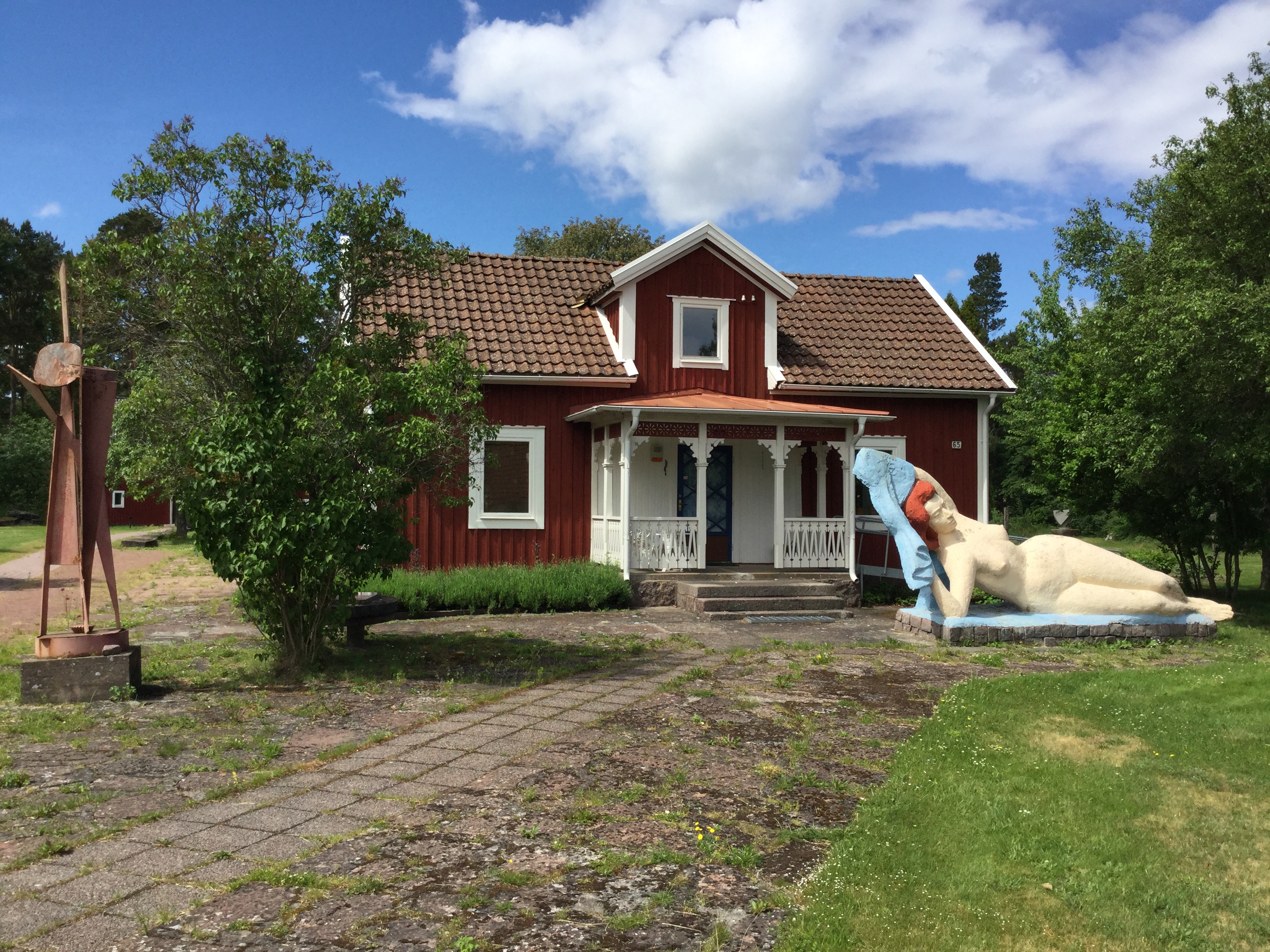
Källströmsgården 2017.

Källströmsgården är ett konstgalleri och kulturhus i Påskallavik, beläget söder om Oskarshamn. Gården var konstnären Arvid Källströms (1893–1967) hem och arbetsplats i 30 år. På tomten finns flera statyer av Källström.
Källströmsgården inrymmer sedan 2021 även Påskallaviks bibliotek.

## Bilder

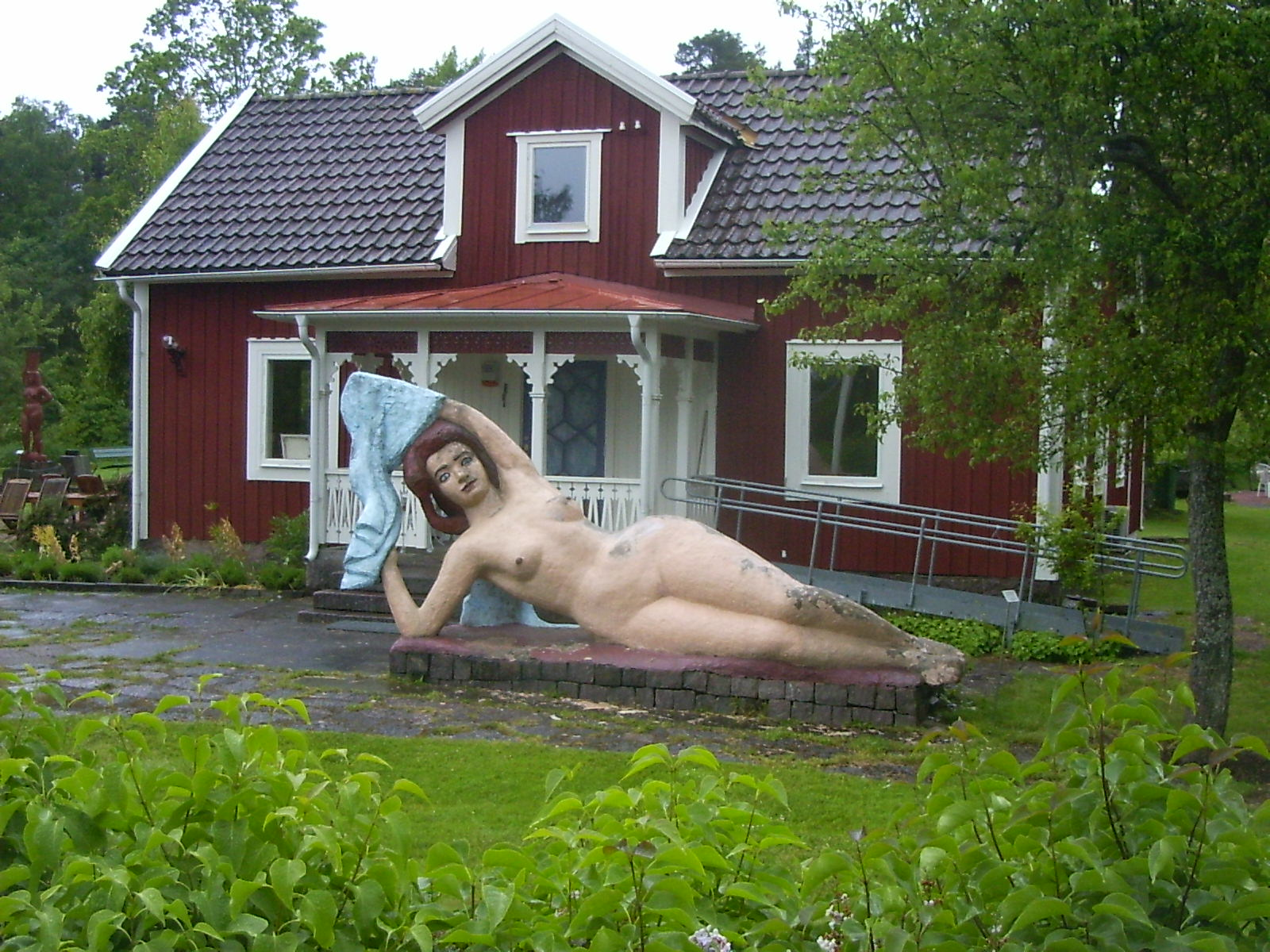
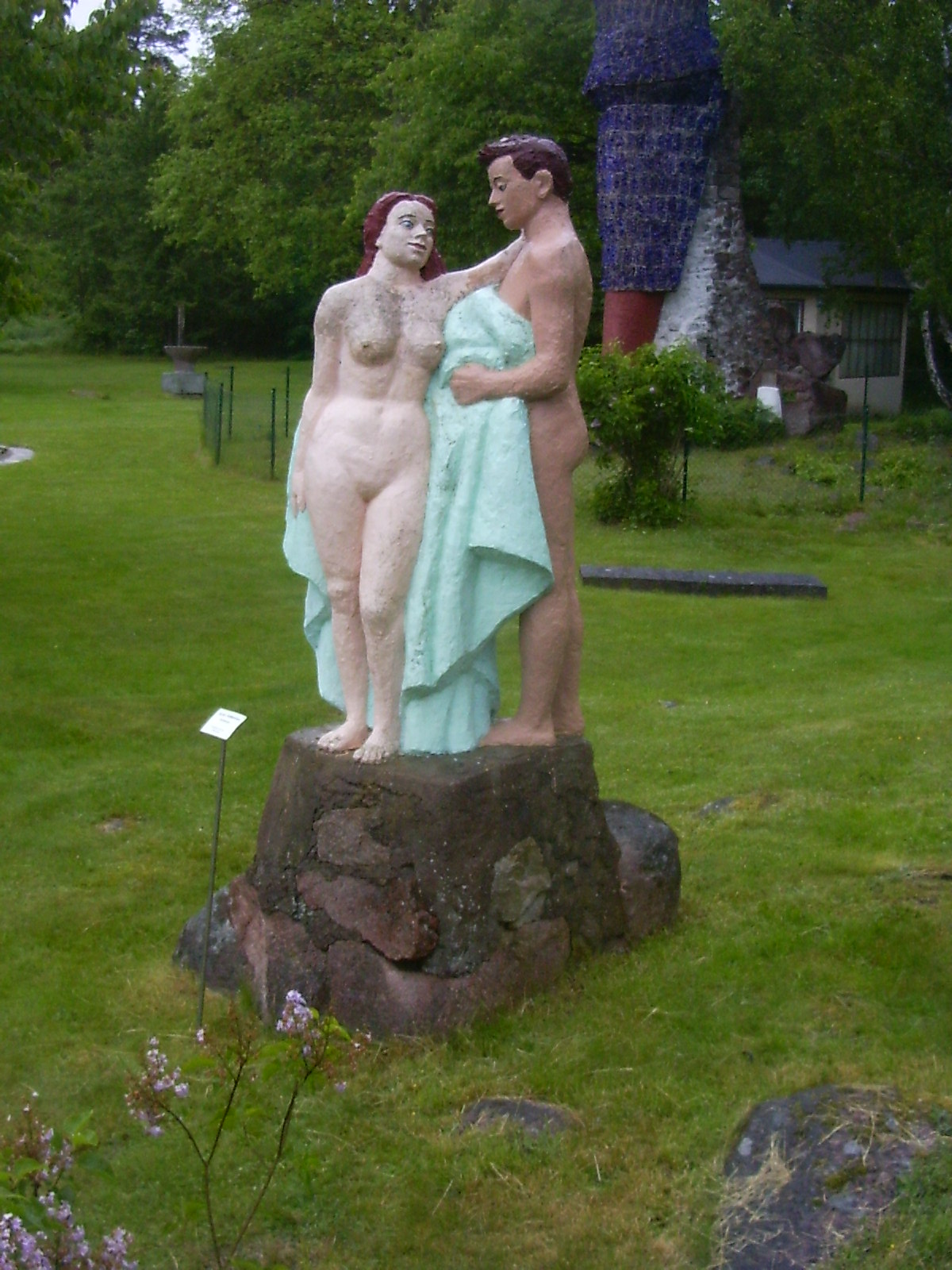
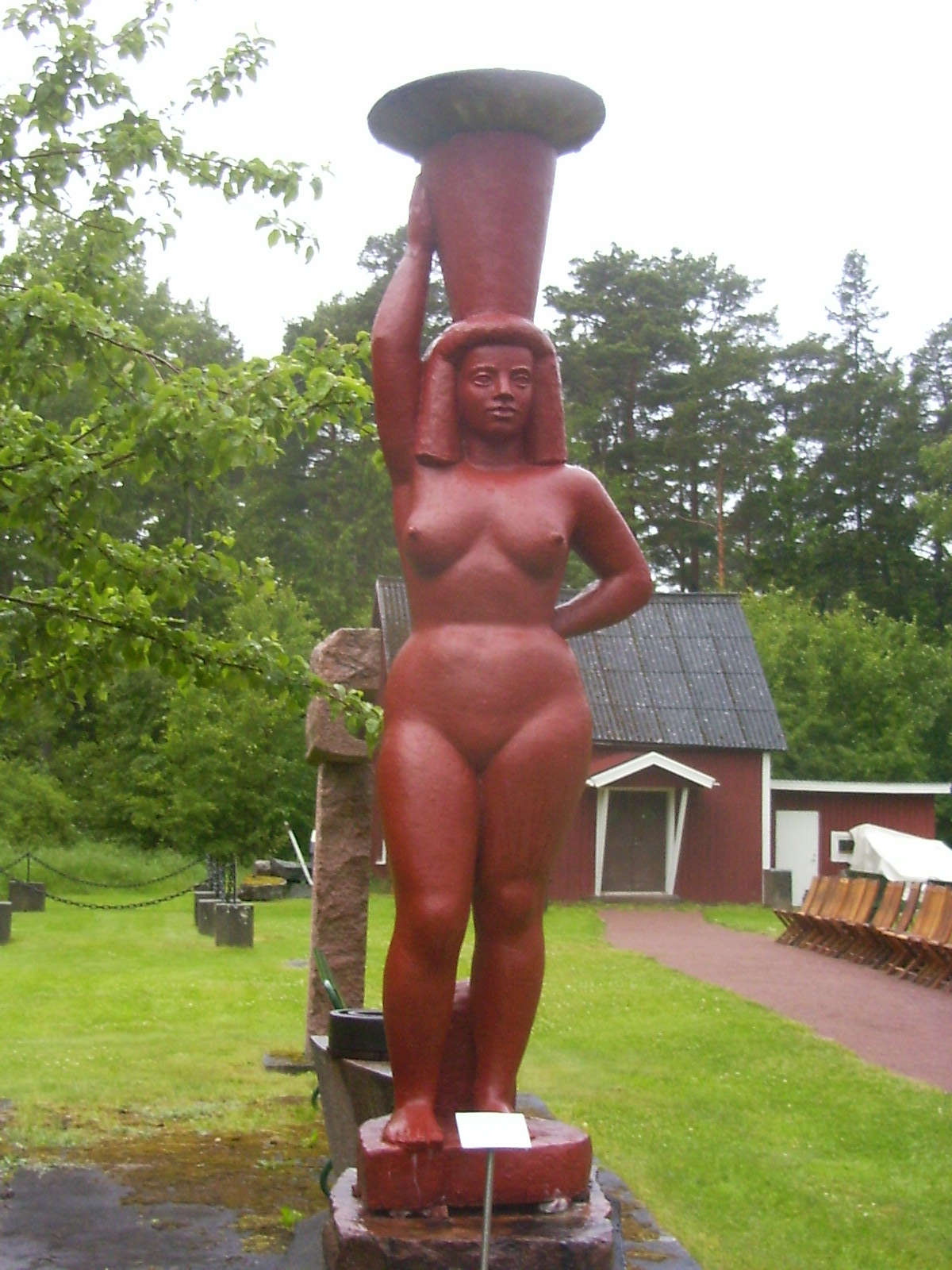